# Wettsaat
Die Wettsaat ist eine von Carl von Linné in seinem Buch Lappländische Reise beschriebene Saattechnik, die den Sinn hat, die Bodenbearbeitung zu reduzieren.
Es werden dabei im Frühjahr zwei Teile Sommergerste und ein Teil Winterroggen als Gemengesaat gesät. Da der Roggen zum Schossen einen Frostreiz braucht (Vernalisation), ist er zunächst nur eine Untersaat. Nach der Ernte der Gerste geht der Roggen in den Winter und wird im folgenden Jahr geerntet.
Die von Linné in Lappland beobachtete Fruchtfolge hatte nur in Grenzlagen des Getreideanbaus eine Berechtigung, wenn die Ernte des Sommergetreides nach dem optimalen Säzeitpunkt des Winterroggens lag, große Gefahr von Bodenerosion bestand oder eine unzureichende  Ausstattung der Landwirtschaft mit Zugtieren und Ackergeräten (Pflügen) bestand. In der  Pflanzenproduktion im gemäßigten Klima Europas fand die Wettsaat keinen Eingang.
Mit der Einrichtung der agrarwissenschaftlichen Forschung wurden bereits unter Albrecht Daniel Thaer die Wichtigkeit von Bodenbearbeitung, Saatbett, Saat und Düngung für die Sicherung der Ernte nachgewiesen.
Seit den 1970er Jahren finden vermehrt Forschungen zur Pflanzenproduktion mit pfluglosem Pflanzenbau statt. Ziele der Direktsaat sind die Reduzierung des Zeitaufwandes und der Energiekosten für die Saatbettbereitung und Pflegemaßnahmen sowie Minimierung von Bodenerosion bei wirtschaftlich akzeptablen Ernteerträgen.